# Eratoneura brooki
Eratoneura brooki är en insektsart som först beskrevs av Hepner 1969.  Eratoneura brooki ingår i släktet Eratoneura och familjen dvärgstritar. Inga underarter finns listade i Catalogue of Life.